# Regueras de Arriba
Regueras de Arriba est une commune d'Espagne dans le comarque de Páramo Leonés, province de León, communauté autonome de Castille-et-León. Elle s'étend sur 11,35 km2 et comptait environ 271 habitants en 2021.

## Géographie

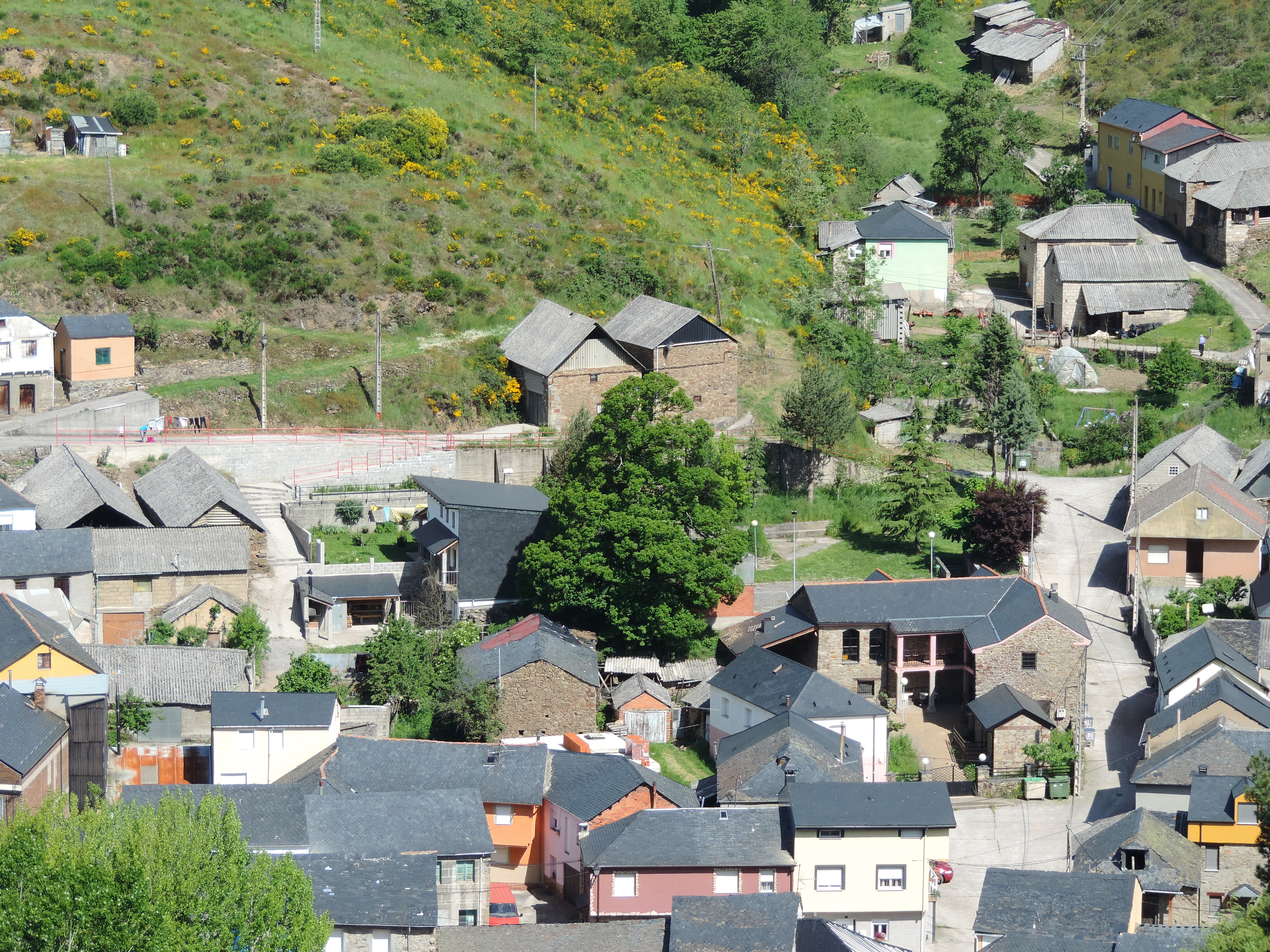
Vue depuis le château d'eau, 5 juin 2016.

La commune se compose de deux villages, Regueras de Arriba (« Regueras le Haut »), où se trouve la mairie, et Regueras de Abajo (« Regueras le Bas »). Ils se situent sur la rive gauche de l'Órbigo, sous-affluent du Douro, qui les sépare de La Bañeza (comarque de La Valduerna), centre économique le plus proche. Deux routes traversent Regueras de Arriba, l'une reliant La Bañeza à Santa María del Páramo et l'autre aboutissant au village d'Azares del Páramo (78 habitants en 2017).  
Depuis les années 1980, le développement de l'irrigation a permis le développement de la culture des betteraves, des céréales et du maïs.

## Histoire
Regueras de Arriba est érigée en commune en 1857, détachée de celle de Cebrones del Río. Le Diccionario geográfico-estadístico-histórico de España y sus posesiones de Ultramar de Pascual Madoz, au milieu du XIXe siècle, lui attribue 120 maisons et 480 habitants. Elle se situe alors sur la route reliant Benavides à Villaviciosa de la Ribera ; on y trouve une école primaire, des moulins et des métiers à tisser.
La population a connu de fortes variations au fil des siècles : 185 habitants en 1860, 550 en 1900, 902 en 1950, 326 en 2015. Des membres de familles qui avaient quitté la commune dans les années 1960-1970 y reviennent en vacances ou pour leur retraite. 
Il y a deux églises paroissiales à Regueras de Arriba et Regueras de Abajo.